# Ucrainenii din Kazahstan
Ucrainenii kazahi sunt o minoritate etnică în Kazahstan, care, potrivit recensământului din 1989, număra 896.000 de persoane sau 5,4% din populație. Datorită emigrării lor ulterioare în Rusia și Ucraina, acest număr a scăzut la 796.000 în 1998 și 456.997 la recensământul din 2009. 

## Istorie
Începând de la sfârșitul secolului al XVIII-lea mai multe valuri de coloniști ucraineni s-au stabilit voluntar sau forțat în Kazahstan. Primii ucraineni care au sosit au fost haidamacii exilați, membri ai bandelor de cazaci și ai organizațiilor paramilitare ucrainene, care au fost trimiși de guvernul rus în Kazahstan după înăbușirea rebeliunii din 1768.

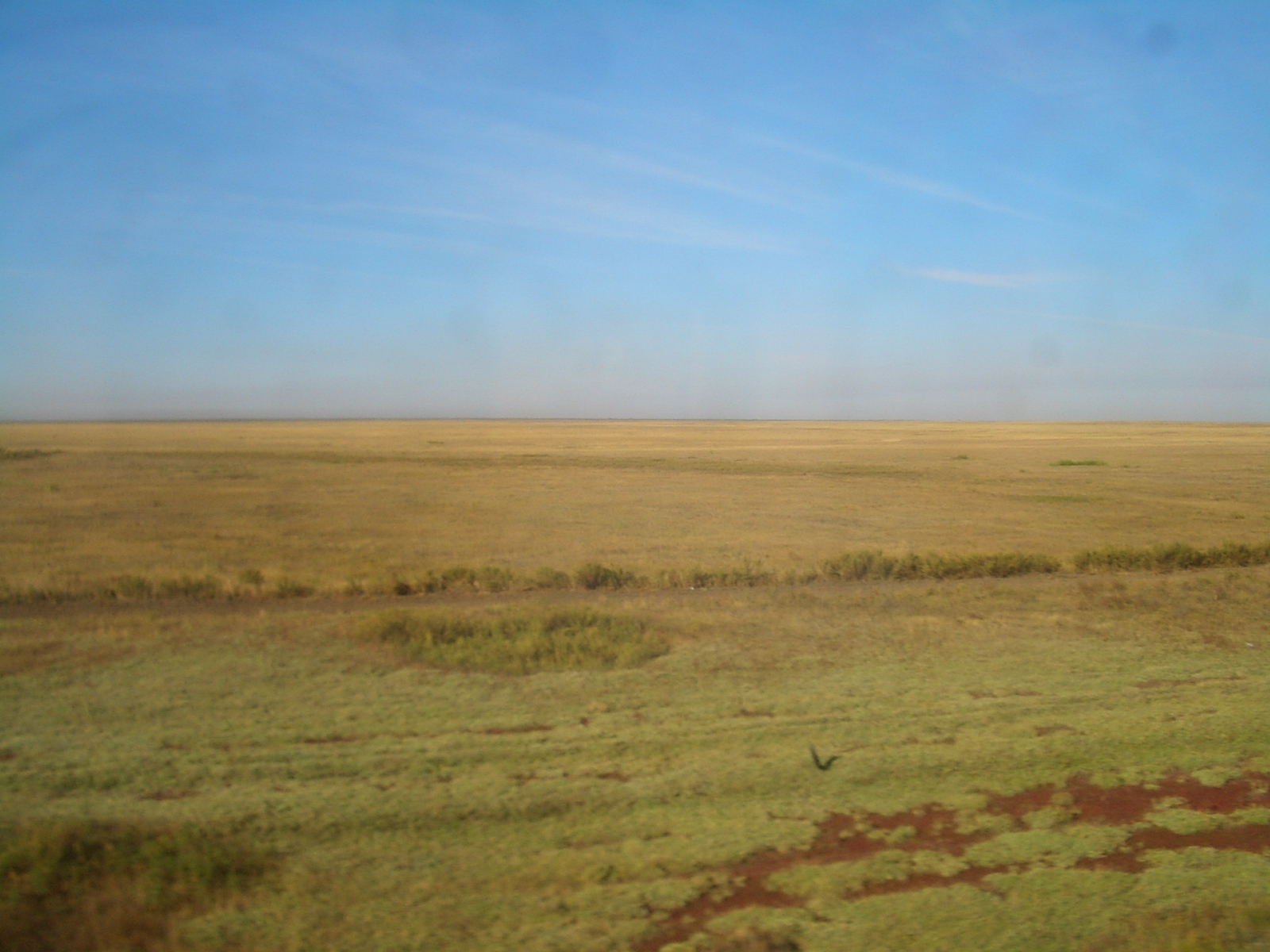
Stepele din provincia Akmola (aflată la nord de Astana), o regiune în care s-au stabilit mulți ucraineni

O contribuție mai semnificativă în comunitatea etnicilor ucraineni din Kazahstan a avut-o valul mare de coloniști de la sfârșitul secolului al XIX-lea, care provenea din aproape toate regiunile Ucrainei care făceau parte atunci din Imperiul Rus. Acești emigranți voluntari, care numărau 100.000 de persoane, veneau în Kazahstan și în regiunile îndepărtate ale Rusiei în căutarea unor terenuri libere și a unor condiții de viață mai bune. Migrația ucrainenilor a crescut semnificativ în urma reformelor agricole ale primului ministru rus Piotr Stolîpin de la începutul secolului al XX-lea. Între anii 1897 și 1917 ponderea populației de etnie ucraineană din Kazahstan a crescut de la 1,9% la 10,5%. Ucrainenii s-au stabilit în regiunile din nordul Kazahstanului, care aveau un relief și o climă asemănătoare cu cele din Ucraina. Până în 1917 ucrainenii au ajuns să reprezinte aproximativ 29,5% din populația provinciei Akmola și 21,5% din populația provinciei Turgai. În 1926, potrivit recensământului, Kazahstanul adăpostea 860.000 de ucraineni.
În anii 1930, în timpul procesului de colectivizare din Uniunea Sovietică, aproximativ 64.000 de familii de culaci ucraineni (țărani relativ înstăriți) au fost relocate forțat în Kazahstan.
Primii ucrainieni occidentali au fost deportați forțat în Kazahstan din regiunile Galiția și Volînia, atunci când Uniunea Sovietică a anexat vestul Ucrainei în 1939-1940. Ei au fost urmați de mai mulți naționaliști ucraineni din vestul Ucrainei, acuzați că erau membri ai Organizației Naționaliștilor Ucraineni. Aproximativ 8.000 de naționaliști ucraineni au fost trimiși în lagărele de muncă forțată din apropiere de Karaganda și mulți dintre ei au rămas acolo după ce și-au executat sentințele. Descendenții imigranților ucraineni din perioada postbelică tind să aibă un rol predominant în activitățile organizate de numeroasele centre culturale ucrainene din Kazahstan.

## Societate și cultură
Într-un efort de a diferenția comunitățile ucrainene și ruse din Kazahstan, guvernul kazah a susținut în mod activ aspirațiile culturale ucrainene. El a finanțat un ziar ucrainean. Organizațiile ucrainene funcționează liber în Kazahstan, iar în prezent există 20 de centre culturale ucrainene care sponsorizează școli de duminică, coruri și grupuri de dansuri populare. Capitala Kazahstanului, Astana, are liceu ucrainean și o școală duminicală în limba ucraineană. Suferințele comune ale popoarelor kazah și ucrainean din cauza sovieticilor sunt subliniate permanent de activiștii ucraineano-kazahi.
Deși limba ucraineană continuă să fie folosită în mod semnificativ în zonele rurale cu așezări ucrainene compacte și este susținută activ de către guvernul kazah, utilizarea limbii ruse a sporit în comunitatea ucraineană din Kazahstan. Datorită asimilării cu cultura rusă, proporția populației ucrainene din Kazahstan, care declară limba ucraineană ca limbă maternă, a scăzut de la 78,7% în 1926 la doar 36,6% astăzi. Majoritatea ucrainenilor din Kazahstan au avut tendința să se alieze cu slavii ruși, când s-au confruntat cu presiuni din partea majorității kazahe. Se manifestă o oarecare diviziune culturală în cadrul comunității ucrainene din Kazahstan între cei care-și păstrează identitatea politică și culturală ucraineană (în mare parte descendenți ai imigranților de la mijlocul secolului al XX-lea) și cei care au fost rusificați din punct de vedere cultural și lingvistic (descendenții celor care au migrat mai demult în Kazahstan).
Biserica Greco-Catolică Ucraineană și-a început existența în Kazahstan, atunci când primii ucrainieni occidentali au fost exilați acolo în timpul și după cel de-al Doilea Război Mondial. Serviciile religioase greco-catolice au fost oficiate la Karaganda în casele credincioșilor până în 1978, când a fost deschisă prima biserică romano-catolică. Prima biserică greco-catolică ucraineană a fost construită în 1996. În prezent, în Kazahstan există nouă parohii ale Bisericii Greco-Catolice Ucrainene. Comunitatea greco-catolică ucraineană a fost vizitată în 2002 de primatul Bisericii Greco-Catolice Ucrainene, arhiepiscopul major Lubomîr Husar.